# 貨狄尊者
貨狄尊者（かてきそんじゃ）または貨狄さま（かてきさま）とは、栃木県の龍江院に安置されていた木像の名称。「木造エラスムス立像」として国の重要文化財に指定されている。

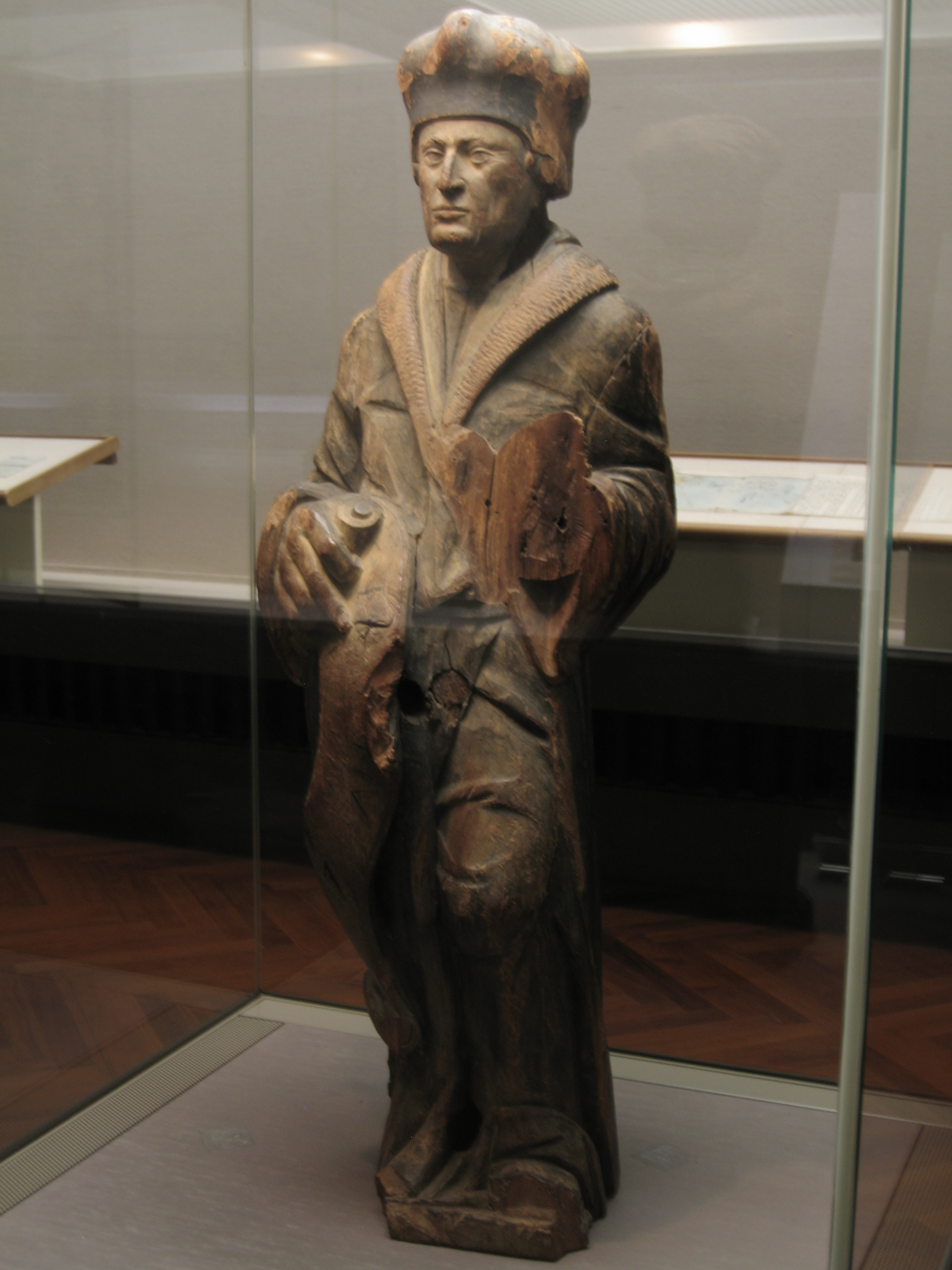
木造エラスムス立像（伝貨狄像）

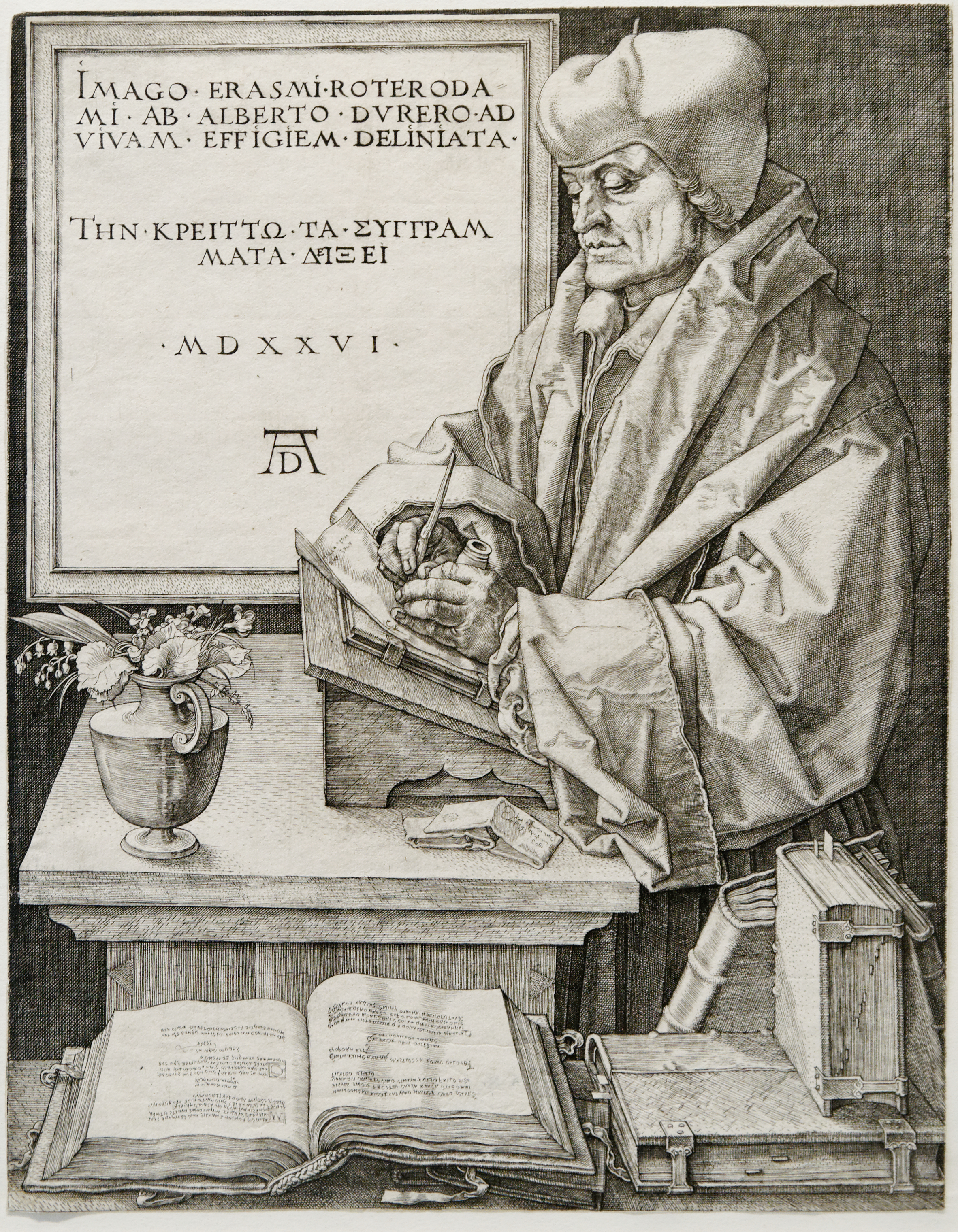
【参考】エラスムスの肖像（1526年,アルブレヒト・デューラー作）

## 概要
本像は栃木県佐野市上羽田町の龍江院に伝来してきた古い木像で、長年、古代中国の伝説上の船の発明者である貨狄の像とされてきた。しかし、1920年（大正9年）に足利市の郷土史家丸山瓦全により「耶蘇教僧木像」と紹介され、更に写真が1924年（大正13年）から2年間、バチカンで催された世界宗教博覧会に「在日本キリスト教聖人像」として出品され学者達の注目を集めた。その際のバチカンでの指摘や村上直次郎らの調査によって、この像は1600年（慶長5年）3月16日に豊後国（大分県）の浜辺に漂着したオランダ船リーフデ号（前名エラスムス号）の船尾飾りであり、オランダの人文学者デジデリウス・エラスムス（1466年 - 1536年）の像である事が判明した。その判明当時には母国オランダより買い取りの申し入れがあったが、それを断り、1930年（昭和5年）に日本の旧国宝（現在の重要文化財）に指定された。
総高121cm、像高105cm。頭にかぶり物をし、右手には巻物を持つ。巻物には「ER□□MVS」「R□□TE□□□M 1598」（□は欠損）との文字が刻まれており、「ERASMVS（エラスムス）」「ROTTERDAM（ロッテルダム） 1598」と読むことが出来る。1598年はリーフデ号がオランダロッテルダムより就航した年である。
像は現在も龍江院が所有しているが、東京国立博物館に寄託されている。寺と同じ市内にある佐野市郷土博物館にはレプリカ像が常設展示されている。また、ロッテルダム海事博物館にも1962年に日本より贈られたレプリカ像があり、1998年にはオリジナルの像の里帰り展示が実現した。

## 妖怪伝説
この像には、夜な夜なムジナに化けて不気味な歌を歌いながらあたりを徘徊する「小豆研ぎ婆」であるという伝説が残っている。像は鉄砲で撃たれて、腹には穴が開いており、地元の悪い子はこの小豆研ぎ婆が来てさらって行ってしまうという、親の使う脅し文句に使われていたが、寺にあった当時は、子供の遊び道具になっていた。地元には伝説を裏付ける歌も残っている。